# Ostheim vor der Rhön
Ostheim vor der Rhön är en stad i Landkreis Rhön-Grabfeld i Regierungsbezirk Unterfranken i förbundslandet Bayern i Tyskland.
Staden ingår i kommunalförbundet Ostheim vor der Rhön tillsammans med kommunerna Sondheim vor der Rhön och Willmars.

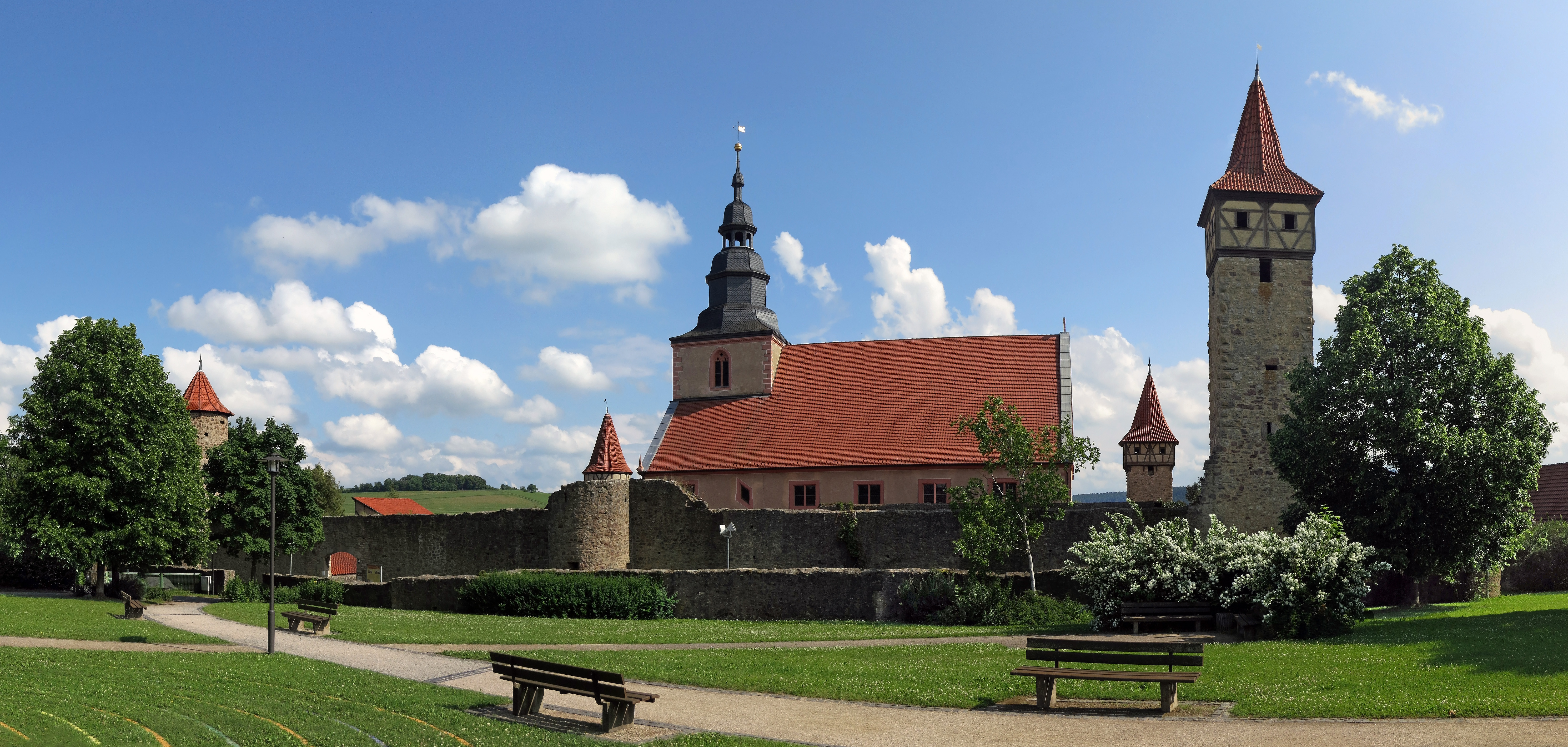
Den befästa kyrkan i Ostheim.

I Ostheim finns Tysklands största befästa kyrka, byggd någon gång mellan åren 1400-1450. Kyrkan har en bas som mäter cirka 50 gånger 50 meter, dubbla fyrkantiga murar och flera torn.